# Mistrzostwa Polski w Short Tracku 2019
Mistrzostwa Polski w Short Tracku 2019 – 23. edycja mistrzostw, która odbyła się w dniach 15–17 marca 2019 roku w Arenie Lodowej w Tomaszowie Mazowieckim.

## Wyniki

### Kobiety

#### 500 metrów
Finał
| Miejsce | Zawodniczka          | Klub              | Wynik  | Punkty |
| ------- | -------------------- | ----------------- | ------ | ------ |
| 1.      | Natalia Maliszewska  | Juvenia Białystok | 45,435 | 34     |
| 2.      | Patrycja Maliszewska | Juvenia Białystok | 45,673 | 21     |
| 3.      | Nikola Mazur         | Juvenia Białystok | 46,038 | 13     |
| 4.      | Kamila Stormowska    | Orzeł Elbląg      | 47,290 | 8      |
| 5.      | Patrycja Markiewicz  | Juvenia Białystok | 47,513 | 5      |

#### 1000 metrów
Finał
| Miejsce | Zawodniczka          | Klub              | Wynik    | Punkty |
| ------- | -------------------- | ----------------- | -------- | ------ |
| 1.      | Nikola Mazur         | Juvenia Białystok | 1:44,565 | 34     |
| 2.      | Patrycja Maliszewska | Juvenia Białystok | 1:45,711 | 21     |
| 3.      | Natalia Maliszewska  | Juvenia Białystok | 2:00,674 | 13     |
| 4.      | Kamila Stormowska    | Orzeł Elbląg      | 2:08,567 | 8      |
| 5.      | Hanna Sokołowska     | Juvenia Białystok | PEN      | 3      |

#### 1500 metrów
Finał
| Miejsce | Zawodniczka          | Klub              | Wynik    | Punkty |
| ------- | -------------------- | ----------------- | -------- | ------ |
| 1.      | Gabriela Topolska    | Juvenia Białystok | 2:24,859 | 34     |
| 2.      | Magdalena Warakomska | AZS Opole         | 2:24,913 | 21     |
| 3.      | Patrycja Markiewicz  | Juvenia Białystok | 2:26,284 | 13     |
| 4.      | Kamila Stormowska    | Orzeł Elbląg      | 2:30,544 | 8      |
| 5.      | Hanna Sokołowska     | Juvenia Białystok | 2:31,391 | 5      |
| 6.      | Natalia Maliszewska  | Juvenia Białystok | 2:40,781 | 3      |
| 7.      | Patrycja Maliszewska | Juvenia Białystok | PEN      | 1      |

#### Superfinał 3000 metrów
Finał
| Miejsce | Zawodniczka          | Klub              | Wynik    | Punkty |
| ------- | -------------------- | ----------------- | -------- | ------ |
| 1.      | Natalia Maliszewska  | Juvenia Białystok | 5:37,807 | 34     |
| 2.      | Gabriela Topolska    | Juvenia Białystok | 5:37,898 | 21     |
| 3.      | Patrycja Markiewicz  | Juvenia Białystok | 5:37,951 | 13     |
| 4.      | Hanna Sokołowska     | Juvenia Białystok | 5:44,467 | 8      |
| 5.      | Nikola Mazur         | Juvenia Białystok | 5:56,703 | 5      |
| 6.      | Patrycja Maliszewska | Juvenia Białystok | 5:47,280 | 3      |
| 7.      | Kamila Stormowska    | Orzeł Elbląg      | 6:20,554 | 2      |
| -       | Magdalena Warakomska | AZS Opole         | PEN      |        |

#### Wielobój
Klasyfikacja
| Miejsce | Zawodniczka          | Klub              | Dystanse | Dystanse | Dystanse | Dystanse | Punkty |
| Miejsce | Zawodniczka          | Klub              | 1500 m   | 500 m    | 1000 m   | 3000 m   | Punkty |
| ------- | -------------------- | ----------------- | -------- | -------- | -------- | -------- | ------ |
| 1.      | Natalia Maliszewska  | Juvenia Białystok | 6        | 1        | 3        | 1        | 84     |
| 2.      | Gabriela Topolska    | Juvenia Białystok | 1        | 9        | 7        | 2        | 57     |
| 3.      | Nikola Mazur         | Juvenia Białystok | 8        | 3        | 1        | 5        | 53     |
| 4.      | Patrycja Maliszewska | Juvenia Białystok | 7        | 2        | 2        | 6        | 46     |
| 5.      | Patrycja Markiewicz  | Juvenia Białystok | 3        | 5        | 6        | 3        | 34     |
| 6.      | Kamila Stormowska    | Orzeł Elbląg      | 4        | 4        | 4        | 7        | 26     |
| 7.      | Magdalena Warakomska | AZS Opole         | 2        | 10       | 10       |          | 21     |
| 8.      | Hanna Sokołowska     | Juvenia Białystok | 5        | 11       | 5        | 4        | 16     |
| 9.      | Karolina Miłkowska   | Juvenia Białystok | 9        | 6        | 15       |          | 3      |
| 10.     | Magdalena Zych       | AZS Opole         | 13       | 7        | 16       |          | 2      |
| 11.     | Wiktoria Żak         | Juvenia Białystok | 22       | 8        | 8        |          | 2      |

#### Sztafeta 3000 metrów
Finał
| Miejsce | Klub | Wynik    |
| ------- | --- | -------- |
| 1.      | Juvenia Białystok Ada Majewska Natalia Maliszewska Patrycja Maliszewska Patrycja Markiewicz Nikola Mazur | 4:32,713 |
| 2.      | Juvenia Białystok II Karolina Miłkowska Hanna Sokołowska Abigail Sorenson Gabriela Topolska Wiktoria Żak | 4:34,620 |
| 3.      | AZS Opole Oliwia Gawlica Wiktoria Tkaczuk Magdalena Warakomska Magdalena Wilga Magdalena Zych            | 4:38,987 |
| 4.      | Juvenia Białystok III Aleksandra Czaban Marta Drumska Sara Śliżewska Kamila Tylman Gabriela Żemierowska  | 5:02,304 |

### Mężczyźni

#### 500 metrów
Finał
| Miejsce | Zawodnik         | Klub              | Wynik  | Punkty |
| ------- | ---------------- | ----------------- | ------ | ------ |
| 1.      | Szymon Wilczyk   | Juvenia Białystok | 43,476 | 34     |
| 2.      | Paweł Adamski    | Juvenia Białystok | 43,640 | 21     |
| 3.      | Łukasz Kuczyński | Juvenia Białystok | 43,648 | 13     |
| 4.      | Karol Nieścier   | Juvenia Białystok | 43,735 | 8      |

#### 1000 metrów
Finał
| Miejsce | Zawodnik           | Klub              | Wynik    | Punkty |
| ------- | ------------------ | ----------------- | -------- | ------ |
| 1.      | Szymon Wilczyk     | Juvenia Białystok | 1:30,410 | 34     |
| 2.      | Mateusz Krzemiński | AZS Opole         | 1:30,479 | 21     |
| 3.      | Paweł Adamski      | Juvenia Białystok | 1:30,645 | 13     |
| 4.      | Ignacy Kłujszo     | Juvenia Białystok | 1:31,413 | 8      |
| 5.      | Mateusz Mikołajuk  | Juvenia Białystok | 1:31,975 | 5      |

#### 1500 metrów
Finał
| Miejsce | Zawodnik           | Klub              | Wynik    | Punkty |
| ------- | ------------------ | ----------------- | -------- | ------ |
| 1.      | Szymon Wilczyk     | Juvenia Białystok | 2:46,117 | 34     |
| 2.      | Mateusz Krzemiński | AZS Opole         | 2:46,192 | 21     |
| 3.      | Mateusz Mikołajuk  | Juvenia Białystok | 2:46,759 | 13     |
| 4.      | Paweł Adamski      | Juvenia Białystok | 2:46,805 | 8      |
| 5.      | Sebastian Hydzik   | AZS Opole         | 2:47,216 | 5      |
| 6.      | Krystian Giszka    | AZS Opole         | 2:48,175 | 3      |
| 7.      | Ignacy Kłujszo     | Juvenia Białystok | 2:49,841 | 2      |

#### Superfinał 3000 metrów
Finał
| Miejsce | Zawodniczka        | Klub              | Wynik    | Punkty |
| ------- | ------------------ | ----------------- | -------- | ------ |
| 1.      | Paweł Adamski      | Juvenia Białystok | 5:01,994 | 34     |
| 2.      | Mateusz Mikołajuk  | Juvenia Białystok | 5:02,553 | 21     |
| 3.      | Sebastian Hydzik   | AZS Opole         | 5:19,523 | 13     |
| 4.      | Karol Nieścier     | Juvenia Białystok | 5:22,892 | 8      |
| 5.      | Mateusz Krzemiński | AZS Opole         | 5:30,325 | 5      |
| 6.      | Szymon Wilczyk     | Juvenia Białystok | 5:37,063 | 3      |
| 7.      | Łukasz Kuczyński   | Juvenia Białystok | 5:37,523 | 2      |
| 8.      | Ignacy Kłujszo     | Juvenia Białystok | 5:48,727 | 1      |

#### Wielobój
Klasyfikacja
| Miejsce | Zawodniczka        | Klub              | Dystanse | Dystanse | Dystanse | Dystanse | Punkty |
| Miejsce | Zawodniczka        | Klub              | 1500 m   | 500 m    | 1000 m   | 3000 m   | Punkty |
| ------- | ------------------ | ----------------- | -------- | -------- | -------- | -------- | ------ |
| 1.      | Szymon Wilczyk     | Juvenia Białystok | 1        | 1        | 1        | 6        | 105    |
| 2.      | Paweł Adamski      | Juvenia Białystok | 4        | 2        | 3        | 1        | 76     |
| 3.      | Mateusz Krzemiński | AZS Opole         | 2        | 10       | 2        | 5        | 47     |
| 4.      | Mateusz Mikołajuk  | Juvenia Białystok | 3        | 6        | 5        | 2        | 42     |
| 5.      | Sebastian Hydzik   | AZS Opole         | 5        | 24       | 7        | 3        | 20     |
| 6.      | Łukasz Kuczyński   | Juvenia Białystok | 24       | 3        | 6        | 7        | 18     |
| 7.      | Karol Nieścier     | Juvenia Białystok | 13       | 4        | 10       | 4        | 16     |
| 8.      | Ignacy Kłujszo     | Juvenia Białystok | 7        | 5        | 4        | 8        | 16     |
| 9.      | Krystian Giszka    | AZS Opole         | 6        | 8        | 8        |          | 5      |
| 10.     | Jakub Bielecki     | Juvenia Białystok | 9        | 7        | 12       |          | 2      |
| 11.     | Adam Filipowicz    | AZS Opole         | 8        | 9        | 9        |          | 1      |

#### Sztafeta 5000 metrów
Finał
| Miejsce | Klub | Wynik    |
| ------- | --- | -------- |
| 1.      | Juvenia Białystok Paweł Adamski Łukasz Kuczyński Karol Nieścier Krystian Werpachowski Szymon Wilczyk      | 7:24,494 |
| 2.      | AZS Opole Adam Filipowicz Krystian Giszka Sebastian Hydzik Mateusz Krzemiński                             | 7:24,672 |
| 3.      | Juvenia Białystok II Jakub Bielecki Ignacy Kłujszo Mateusz Mikołajuk Michał Niewiński Patryk Werpachowski | 7:37,496 |
| 4.      | Juvenia Białystok III Robert Dąbrowski Kacper Głowacki Tomasz Nazaruk Adrian Siekierko Jakub Wasilewski   | 7:53,580 |